# Wybory prezydenckie w Chorwacji w latach 2019–2020
Wybory prezydenckie w Chorwacji odbyły się 22 grudnia 2019 i 5 stycznia 2020.

## Pierwsza tura
Pierwsza tura odbyła się 22 grudnia 2019. Wzięło w niej udział jedenastu kandydatów. Głosowało 1,903,861 osób (frekwencja 51,18%)
| Kandydat                 | Liczba głosów | Proc. głosów |
| ------------------------ | ------------- | ------------ |
| Zoran Milanović          | 562 783       | 29,55%       |
| Kolinda Grabar-Kitarović | 507 628       | 26,65%       |
| Miroslav Škoro           | 465 704       | 24,45%       |
| Mislav Kolakušić         | 111 916       | 5,88%        |
| Dario Juričan            | 87 883        | 4,61%        |
| Dalija Orešković         | 55 163        | 2,90%        |
| Ivan Pernar              | 44 057        | 2,31%        |
| Katarina Peović          | 21 387        | 1,12%        |
| Dejan Kovač              | 18 107        | 0,95%        |
| Anto Đapić               | 4001          | 0,21%        |
| Nedjeljko Babić          | 3014          | 0.16%        |
| Głosów nieważnych        | 27.787        | 1,56%        |
| Razem                    | 1 903 861     | 100%         |

## Druga tura
Druga tura odbyła się 5 stycznia 2020. Przeszła do niej dwójka kandydatów: urzędująca prezydent Kolinda Grabar-Kitarović oraz kandydat opozycji Zoran Milanović.
| Kandydat                 | Liczba głosów | Proc. głosów |
| ------------------------ | ------------- | ------------ |
| Kolinda Grabar-Kitarović | 929 707       | 47,34%       |
| Zoran Milanović          | 1 034 170     | 52,66%       |
| Głosów nieważnych        | 89 415        | 4,35%        |
| Razem                    | 2.053.292     | 100%         |